# Agropyrum ambigens
Agropyrum ambigens là một loài thực vật có hoa trong họ Hòa thảo. Loài này được (Hausskn.) Roshev. mô tả khoa học đầu tiên năm 1932.